# Michel Bataille
Michel Bataille (* 25. März 1926 in Paris; † 28. Februar 2008 in Clamart) war ein französischer Schriftsteller und Architekt.

## Leben
Michel Bataille war der Neffe von Georges Bataille. Er besuchte Schulen in Marseille und studierte Architektur in Paris. Von 1947 bis 1960 übte er seinen Beruf aus (mit Le Corbusier und Jean Prouvé) und schrieb gleichzeitig zwei Bücher, dann widmete er sich 20 Jahre lang ausschließlich dem Schreiben. Am berühmtesten war sein Roman L'arbre de Noël (Der Weihnachtsbaum), der auch verfilmt wurde.

## Werke

### Romane
- Patrick. Laffont, Paris 1947. (Prix Stendhal)
- Cinq jours d’automne. Laffont, Paris 1963.
- Le Feu du ciel. Laffont, Paris 1964.
- Une pyramide sur la mer. Laffont, Paris 1965. (Prix des Deux Magots 1966)
- La ville des fous. Laffont, Paris 1966. (Architekturkritik)
- L’Arbre de Noël. Julliard, Paris 1967. (Preis Plume d’or des Figaro littéraire) (Kritik an der Atomforschung)
  - Film von Terence Young unter dem internationalen Titel The Christmas Tree (1969)
- Une Colère blanche. Julliard, Paris 1969. (Kritik der Kunstszene)
- Le Chat sauvage. Mercure de France, Paris 1971. (Kritik der Mächtigen und Reichen)
- Les Jours meilleurs. Tallandier, Paris 1973. (Prix Maison de la Presse 1974)
- Soleil secret. Julliard, Paris 1974.
- Cendres sur la mer. Éditions Pygmalion, Paris 1975. (kritisch zum Schwangerschaftsabbruch)
- Les enfants du destin. Julliard, Paris 1977–1978–1979.
  - Cœur rouge.
  - Les Oiseaux bleus.
  - Les Sacrilèges

### Weitere Werke
- La marche au soleil. Laffont, Paris 1951. (Bericht über eine Saharareise im Auto)
- Gilles de Rais. Paris 1966.
- Le cri dans le mur. Poèmes. Julliard, Paris 1970.
- Sans toit ni loi. Calman-Lévy, Paris 1973. (Kritik der Bauspekulation)
- Demain, Jaurès. Éditions Pygmalion, Paris 1977. (Vorwort von François Mitterrand)